# Санкт-Петербургский международный кинофестиваль
Санкт-Петербургский международный кинофестиваль — конкурсный международный фестиваль игровых полнометражных фильмов, проводящийся с 2012 года в рамках Санкт-Петербургского международного кинофорума. Это первый международный фестиваль подобного рода, проводящийся в Санкт-Петербурге.
Основой фестивальной программы является арт-мейнстрим, то есть произведения киноискусства, ориентированные на широкого зрителя. Особое внимание при отборе обращается на фильмы, получившие на крупных авторитетных фестивалях премии зрительских симпатий.

## Организаторы
- Директор фестиваля — Мария Авербах
- Арт-директор — Кирси Тюккюляйнен
- Председатель отборочной комиссии — Алексей Дунаевский

## Награды
На СПМКФ вручается 5 наград:
- лучший фильм,
- лучший режиссёр,
- лучший актёр
- лучшая актриса,
- приз зрительских симпатий.

## 2013

### Конкурсная программа
В конкурсную программу 2013 года было также отобрано 14 фильмов разных стран:
- Апачи / Les Apaches / The Apaches (2013, Франция, реж. Тьерри Де Перетти)
- Бетонная ночь / Betoniyö / Concrete Night (2013, Финляндия-Швеция-Дания, реж. Пирьо Хонкасало)
- Биг-Сюр / Big Sur (2013, США, реж. Майкл Полиш)
- Бремя вины / Schuld sind immer die Anderen / Shifting the Blame (2013, Германия, реж. Ларс-Гуннар Лотц)
- В тени / Ve stinu / In the Shadow (2012, Чехия-Польша-Словакия, реж. Давид Ондржичек)
- Вакольда / Wakolda (2013, Аргентина-Франция-Испания-Норвегия, реж. Лусия Пуэнсо)
- Вне сети / Offline (2012, Бельгия, реж. Петер Монсаэрт)
- Зажечь в Касбе / Rock Ba-Casba / Rock the Casbah (2013, Израиль-Франция, реж. Ярив Хоровиц)
- Золотая клетка / La jaula de oro / The Golden Cage (2013, Мексика, реж. Диего Кемада-Диес)
- Водоворот / Вир / The Whirpool (2012, Сербия, реж. Боян Вук Косовчевич)
- Любить / Miłość / Loving (2013, Польша, реж. Славомир Фабицкий)
- Об улитках и людях / Despre oameni si melci / Of Snails and Men (2012, Румыния-Франция, реж. Тудор Джурджу)
- Повседневность / Everyday (2012, Великобритания, реж. Майкл Уинтерботтом)
- Околофутбола / Kicking Off (2013, Россия, реж. Антон Борматов)

### Фильмы открытия и закрытия
Фильм открытия фестиваля

Джобс: Империя соблазна / jOBS (2013, США, реж. Джошуа Майкл Штерн

Фильм закрытия фестиваля

Я стану лучше / Ombline (2012, Франция-Бельгия, реж. Стефан Казес)

### Внеконкурсные программы
Во внеконкурсных программах были представлены фильмы, отражающие новейшие тенденции в мировом кино, и несколько ретроспектив. В 2013 г. в программе фестиваля было 15 внеконкурсных программ:
- 22 кадра (фильмы о футболе) — программу представил писатель Дуги Бримсон
- Азиатский феномен
- Старый друг (грузинское кино)
- Оранжевое кино (фильмы Нидерландов)
- Пикировка
- Новое кино России
- Фильмы северных стран
- Фильмы Кристофа Шауба
- Гала-сеанс
- Специальные показы
- Детская программа фестиваля
- Вехи истории «Форума» Берлинале (лучшие фильмы «Международного форума молодого кино» Берлинского кинофестиваля)
- Выбор Фипресси
- Сеансы в честь кинематографистов
- Блистательный Ленфильм

### Жюри
Председатель жюри
- Сергей Бодров-старший, Россия (кинорежиссёр, сценарист, продюсер)

Жюри
- Джеффри Гилмор, США (директор фестиваля Tribeca, креативный директор Tribeca Enterprises)
- Марион Доринг, Германия (директор Европейской киноакадемии)
- Юрис Пошкус, Латвия (режиссёр, сценарист)
- Кристоф Шауб, Германия (режиссёр)
- Барбара Лори де Лашарье, Франция (журналист, кинокритик)

### Награды
Лучший фильм

«Золотая клетка» (Мексика) 

Лучший режиссёр

Петер Монсаэрт («Вне сети», Бельгия)

Лучший актёр

Актёры фильма «Об улитках и людях» (Румыния-Франция)

Специальное упоминание жюри

«Апачи»(Франция)

Лучшая женская роль

Ширли Хендерсон («Повседневность», Великобритания)

Приз зрительских симпатий

«Вакольда» (Аргентина-Франция-Испания-Норвегия)

## 2012

### Конкурсная программа
В конкурсную программу 2012 года было отобрано 14 фильмов разных стран:
- Белый слон / Elefante blanco / White Elephant (2012, Аргентина-Испания, реж. Пабло Траперо)
- После любви / À perdre la raison / Our Children (2012, Бельгия-Франция, реж. Хоаким Лафосс)
- Дети Сараево / Djeca / Children of Sarajevo (2012, Босния и Герцеговина-Германия-Франция-Турция, реж. Айда Бегич)
- Вторжение / Invasion (2012, Германия-Австрия, реж. Дито Цинцадзе)
- От лжи во спасение / Orhim le-rega / Off White Lies (2011, Израиль-Франция, реж. Майя Кениг)
- Неоднородный / Shir tou Shir / Hotchpotch (2011, Иран, реж. Эбрахим Форузеш)
- Ведьма войны / Rebelle / War Witch (2012, Канада, реж. Ким Нгуен)
- Ла Плайя / La playa DC (2012, Колумбия, реж. Хуан Андрес Аранго)
- Крутая Колка / Kolka Cool (2011, Латвия, реж. Юрис Пошкус)
- Конец / Al Nihaya / The End (2011, Марокко, реж. Хишам Ласри)
- Я тоже хочу / I Also Want It (2012, Россия, реж. Алексей Балабанов)
- Внутри / Yeraltı / Inside (2012, Турция, реж. Зеки Демиркубуз)
- Захваченные / Captive (2012, Филиппины-Франция-Германия-Великобритания, реж. Брийанте Мендоса)
- Дорога на север / Tie Pohjoiseen / Road North (2012, Финляндия, реж. Мика Каурисмяки)

### Фильмы открытия и закрытия
Фильм открытия фестиваля

Большое представление / Le grand soir / Big Night (2012, Франция-Бельгия, реж. Бенуа Делепен, Гюстав Керверн)

Фильм закрытия фестиваля

Теневая танцовщица / Shadow Dancer (2012, Великобритания-Ирландия, реж. Джеймс Марш)

### Внеконкурсные программы
Во внеконкурсных программах были представлены фильмы, отражающие новейшие тенденции в мировом кино, и несколько ретроспектив. В 2012 г. в программе фестиваля было 11 внеконкурсных программ:
- Shooting Stars EFP
- Бергман-Андерссон-Доннер (к 30-летию выхода на экраны фильма И.Бергман «Фанни и Александр»)
- Кино со вкусом мёда (современное турецкое кино)
- Кино Индии без песен и танцев
- Неизвестный Ленфильм
- Фильмы стран Восточной Азии
- Фильмы Северных стран
- Вехи «Форума» Берлинале (лучшие фильмы «Международного форума молодого кино» Берлинского кинофестиваля)
- Показы в честь кинематографистов (Эмир Кустурица, Нури Бильге Джейлан, Аку Лоухимиес, Михаил Калатозов)
- Знакомьтесь: Иерусалимский МКФ
- Премьера перед премьерой (предпрокатные показы)

### Жюри
Председатель жюри
- Эмир Кустурица, Сербия (режиссёр, сценарист, продюсер, актёр, композитор)

Жюри
- Аку Лоухимиес, Финляндия (режиссёр, сценарист, продюсер)
- Эрика Грегор, Германия (культуролог)
- Гилли Мендель, Израиль (директор образовательных программ Иерусалимского киноцентра)
- Елена Яцура, Россия (продюсер)

### Награды
Лучший фильм

«Крутая колка» (Латвия) 

Лучший режиссёр

Алексей Балабанов («Я тоже хочу», Россия)

Лучшая мужская роль

Мераб Нинидзе («Вторжение», Германия)

Специальное упоминание жюри

Бургхард Клаусснер («Вторжение», Германия)

Лучшая женская роль

Эмили Декьенн («После любви», Бельгия)

Специальное упоминание жюри

Ивета Поле («Крутая Колка», Латвия)

Приз зрительских симпатий

«Дорога на север» (Финляндия)